# Helena de Rússia (princesa de Grècia)
Helena de Rússia, princesa de Grècia (Tsàrskoie Seló, Sant Petersburg 1882 - Atenes 1957). Princesa de Grècia i de Dinamarca. Nascuda gran duquessa de Rússia filla del gran duc Vladimir de Rússia i de la gran duquessa Maria de Mecklenburg-Schwerin, era per tant neta del tsar Alexandre II de Rússia, néboda del tsar Alexandre III de Rússia i cosina dels tsars Nicolau II de Rússia i Miquel II de Rússia. Pertanyia a una de les branques més riques de la família imperial russa a la vegada que més temuda i respectada.
Per tal de casar-la es feren nombrosos intents, l'arxiduc Francesc Ferran d'Àustria, el rei Ferran I de Bulgària, el príncep Max de Baden, el príncep Albert de Bèlgica, el príncep Albert I de Mónaco o l'arxiduc Ferran d'Àustria. Malgrat tots aquests intents que acabaven amb continus fracassos i essent la base de les xafarderies de la cort russa, Helena s'acaba casant amb el príncep Nicolau de Grècia a Tsàrskoie Seló l'any 1902. La parella tingué tres filles:

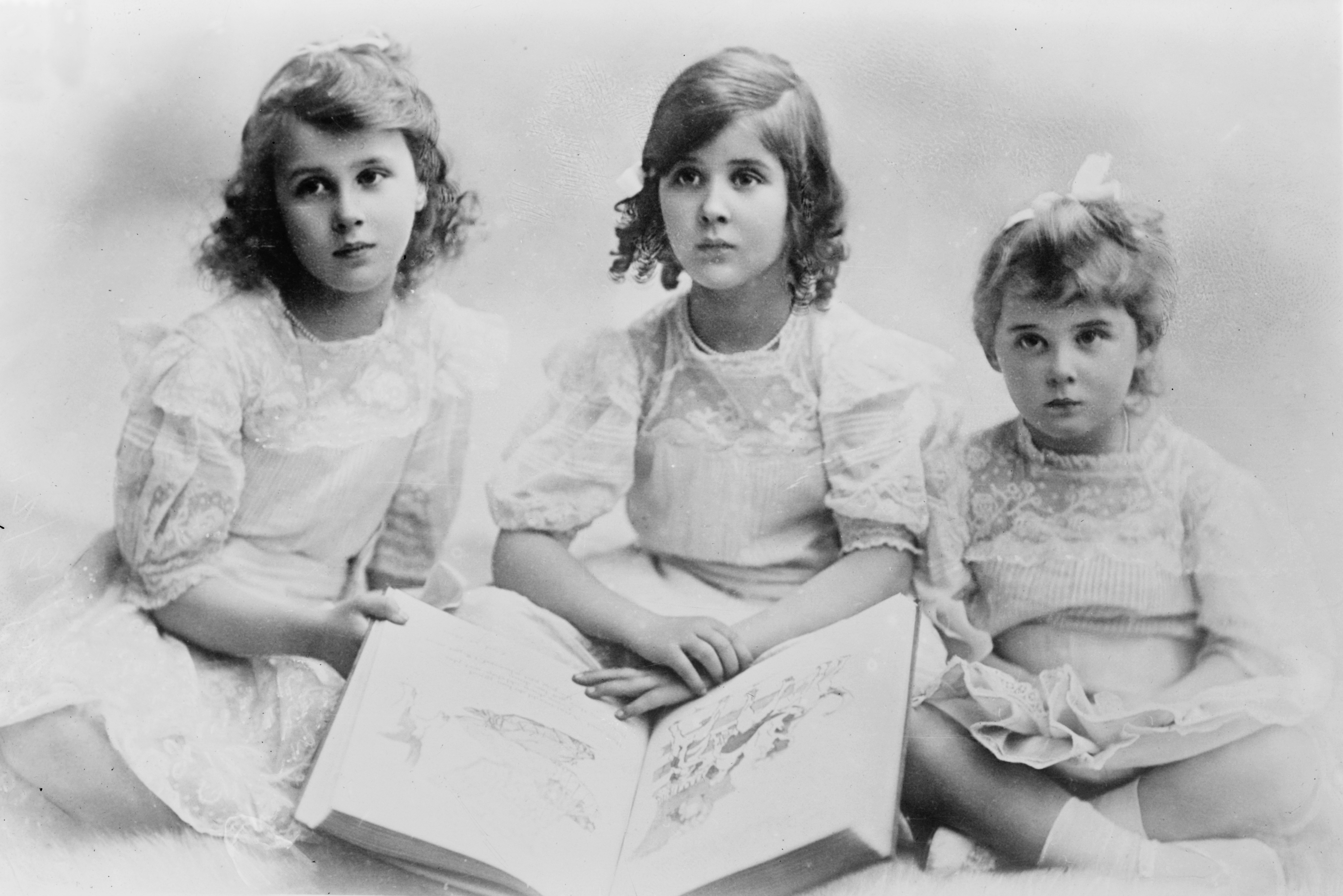
Les princeses Olga, Elisabet i Marina de Grècia

- SAR la princesa Olga de Grècia nascuda el 1903 a Atenes i morta el 2001 a Londres. Es casà amb el príncep regent Pau de Iugoslàvia.

- SAR la princesa Elisabet de Grècia nascuda el 1904 a Atenes i morta el 1953 a Múnic. Es casà amb el comte Hans Veit von Toerring-Jettenbach.

- SAR la princesa Marina de Grècia nascuda el 1906 a Atenes i morta el 1968 a Kensington Palace a Londres. Es casà amb el príncep Jordi del Regne Unit.

A Grècia es dedicà a tasques humanitàries, participant en nombroses associacions sanitàries i en hospitals. L'any 1917 partiren a l'exili, la qualcosa juntament amb la revolució russa els havia deixat a la ruina. A partir de llavors, es traslladen a París on resideixen fins a l'any 1936 que poden tornar a Grècia.
Des de la mort del seu marit (1938) residí de forma ininterrompuda a Atenes essent l'únic membre, junt amb la princesa Alícia de Battenberg, de la família reial grega que no marxà a l'exili durant l'ocupació alemanya. Significaren un bastió en contra el nazisme a Grècia i col·laboraren activament en la salvació de nombrosos grups de jueus grecs.
L'any 1957 la princesa Helena de Grècia moria a la seva casa atenenca de Psychico. La seva cunyada la princesa Maria Bonaparte en digué: "La meva cunyada Ellen, la gran duquessa de Rússia viuda del meu cunyat Nicolau, també acaba de morir d'un infart de cor, sense cap dubte rodejada de popes i d'icones. Cadascú mor com ha viscut. A vegades podríem parlar de reflexos condicionats". I segons la reina Sofia de Grècia: "les seves prioritats són primer Déu, després els grans ducs russos i finalment, la resta".